# Leuchtturm Ossinowezki
Der Leuchtturm Ossinowezki steht im Dorf Ladoschskoje Osero (Ladogasee) im Bezirk Wsewoloschski (russisch Все́воложский райо́н) der Oblast Leningrad in Russland am südwestlichen Ufer des Ladogasees.
Der Leuchtturm markiert die Westseite der Petrokrepostbucht im Süden des Sees, die zur Zufahrt in die Newa führt. Die Anlage liegt auf einer Landzunge, etwa 50 km nordöstlich von Sankt Petersburg.
Er belegt den 9. Platz in der Liste der höchsten „traditionellen“ Leuchttürme der Welt. 366 Stufen führen zur Galerie. Er ist baugleich mit dem etwas größeren Leuchtturm Storoschno am Südostufer (drei Jahre früher gebaut und einen Meter höher).

## Geschichte
Die ungewöhnlich lange Bauzeit (1905–1910) wurde dadurch verursacht, dass der Auftragnehmer, der die Ausschreibung gewonnen hatte, in Konkurs ging und es keine anderen gab, die bereit waren, ein so komplexes Projekt mit dem bescheidenen Budget zu realisieren.
Der Leuchtturm von Ossinowezki diente während der Leningrader Blockade (1941–1944) als wichtiger Meilenstein auf der „Straße des Lebens“. Jetzt gehört die Anlage in die Zuständigkeit des Verteidigungsministeriums, ist daher eingezäunt, aber nicht bewacht.
Von 1987 bis 2010 leitete der älteste Leuchtturmwärter Russlands, Sergei Schuljatjew, den Betrieb.

## Siehe auch

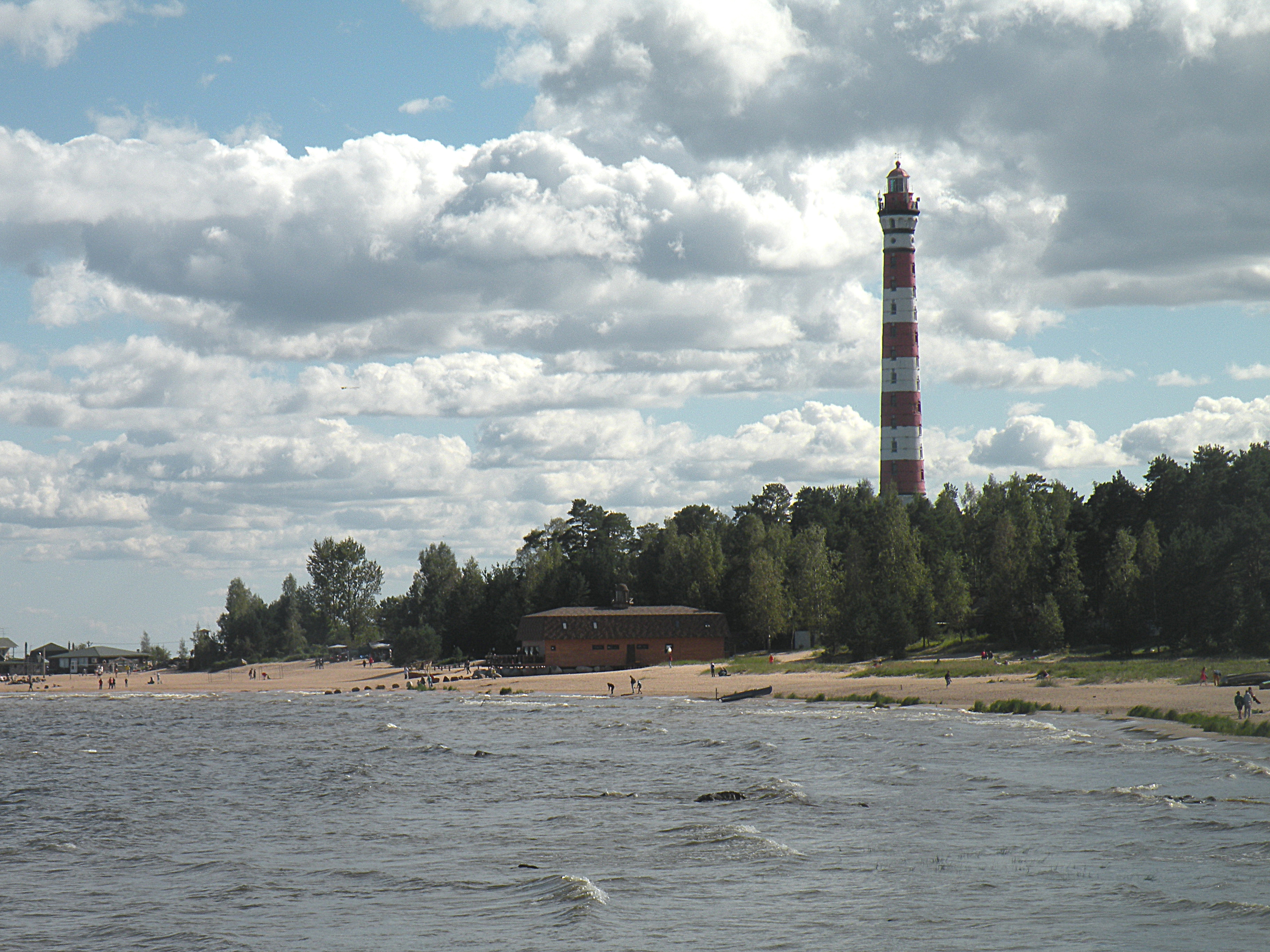

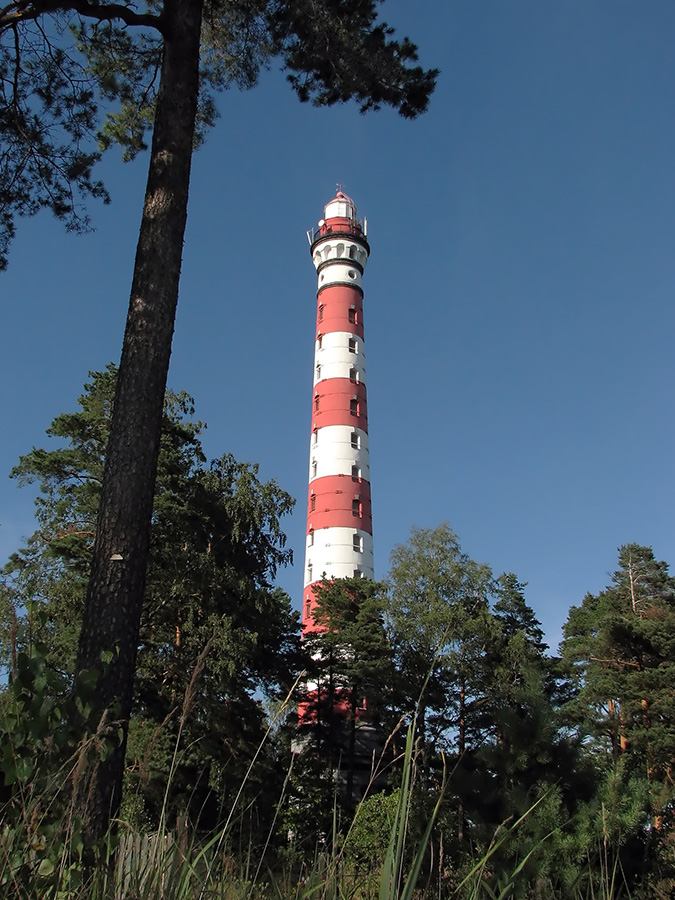